# 佩斯尼察市鎮

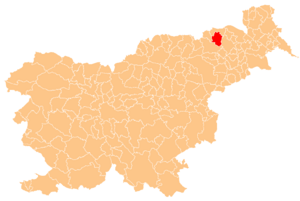
佩斯尼察市鎮於斯洛維尼亞的位置

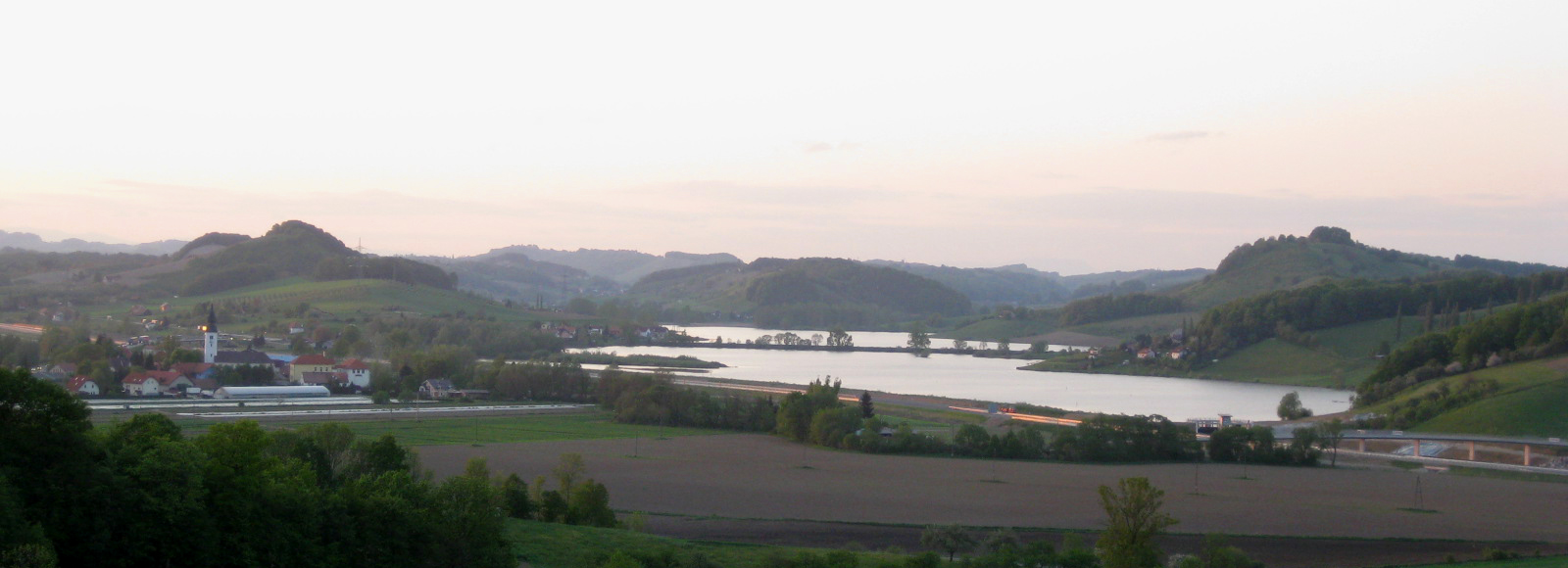
佩斯尼察

佩斯尼察市鎮是斯洛文尼亞東北部的一個市鎮，行政中心為馬里波爾附近佩斯尼察。市镇面積为75.8平方公里，2002年人口7244。人口密度約96人/km2。

## 外部連結
- 官方网站  （斯洛文尼亚文）
- Municipality of Pesnica on Geopedia （页面存档备份，存于）